# Golf d'Aden

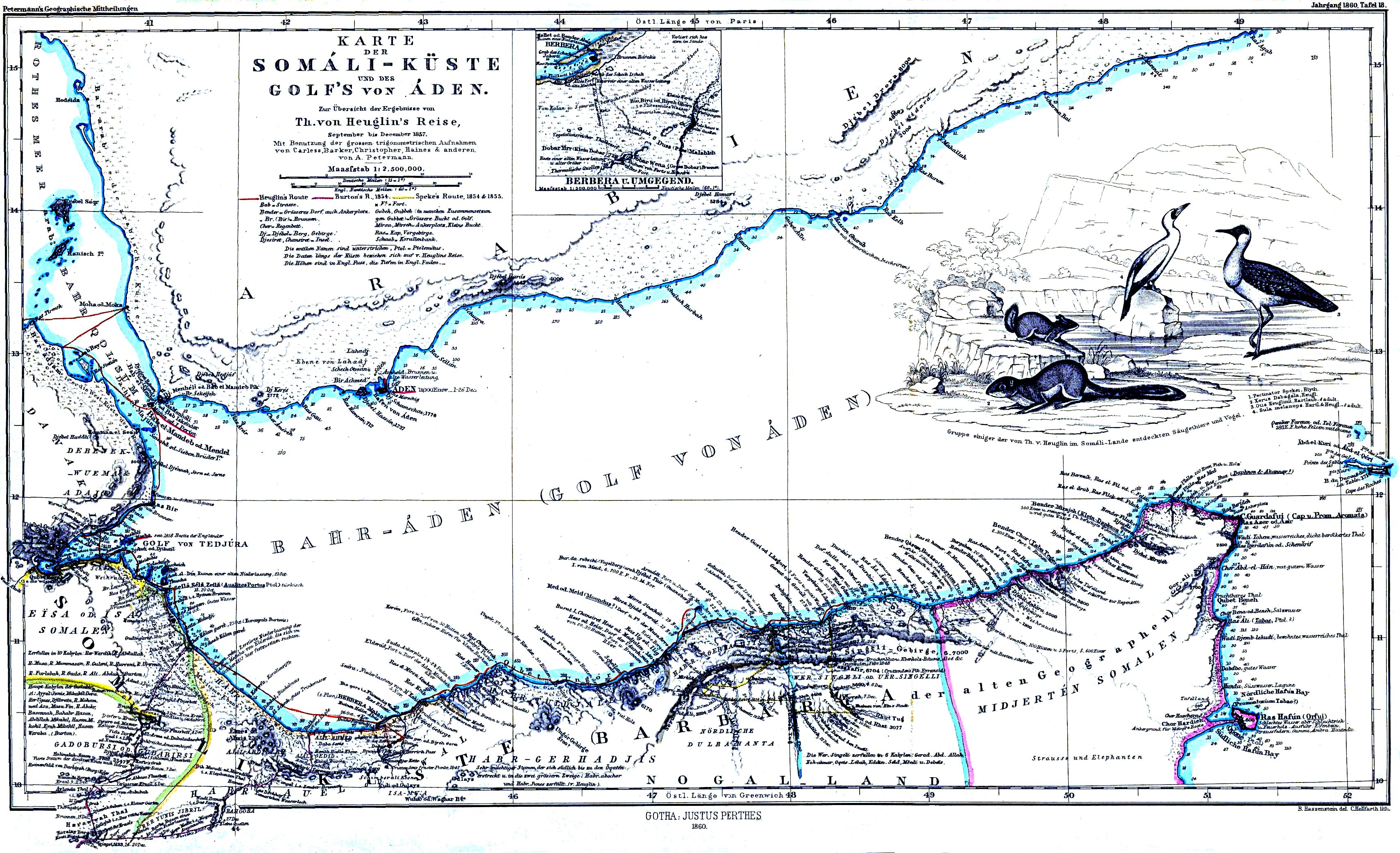
El golf d'Aden el 1860

El golf d'Aden (àrab: خليج عدن, ẖalīj ʿAdn; somali: Badyarada 'Admēd) és un braç de mar de l'oceà Índic situat entre el Iemen, a la costa meridional de la península Aràbiga, i Djibouti i Somàlia a l'Àfrica. Al nord-oest, comunica amb la mar Roja a través de l'estret de Bab al-Màndeb.
És una via marítima essencial per al transport del petroli del golf Pèrsic, cosa que el fa molt important per a l'economia mundial. A més a més, és l'hàbitat natural de nombroses espècies de peixos i coralls, ja que és una mar poc contaminada. Els ports principals en són Aden (al Iemen), Berbera i Bosaso (a Somàlia) i la ciutat de Djibouti.
Malgrat tot, és un camí perillós, ja que els estats riberencs, especialment el Iemen i Somàlia, tenen una situació política inestable. També s'hi han produït diversos casos de pirateria i atacs terroristes, com l'atemptat suïcida que va patir el destructor estatunidenc USS Cole.